# Episodi di Squadra Speciale Cobra 11 (prima stagione)
La prima stagione della serie televisiva Squadra Speciale Cobra 11 è stata trasmessa in prima visione in Germania da RTL dal 12 marzo 1996 al successivo 7 maggio. In Italia è stata trasmessa in prima visione da Rai 2 dal 7 al 19 gennaio 1999, in fascia preserale (eccetto il primo episodio, trasmesso in prima serata).
La prima puntata, in quanto episodio pilota della serie, ha durata doppia.
| nº | Titolo originale          | Titolo italiano         | Prima TV Germania | Prima TV Italia |
| -- | ------------------------- | ----------------------- | ----------------- | --------------- |
| 1  | Bomben bei Kilometer 92   | Chilometro 92           | 12 marzo 1996     | 7 gennaio 1999  |
| 2  | Rote Rosen, schwarzer Tod | Addio a un amico        | 19 marzo 1996     | 9 gennaio 1999  |
| 3  | Der neue Partner          | Il nuovo compagno       | 26 marzo 1996     | 11 gennaio 1999 |
| 4  | Mord und Totschlag        | Omicidi a catena        | 2 aprile 1996     | 12 gennaio 1999 |
| 5  | Tod bei Tempo 100         | Aracnofobia             | 9 aprile 1996     | 14 gennaio 1999 |
| 6  | Der Alte und der Junge    | Il vecchio e il bambino | 16 aprile 1996    | 15 gennaio 1999 |
| 7  | Falsches Blaulicht        | Per amore di Elli       | 23 aprile 1996    | 16 gennaio 1999 |
| 8  | Der Samurai               | Il samurai              | 30 aprile 1996    | 18 gennaio 1999 |
| 9  | Endstation für alle       | Capolinea per tutti     | 7 maggio 1996     | 19 gennaio 1999 |

## Chilometro 92
- Titolo originale: Bomben bei Kilometer 92
- Diretto da: Leo Zahn
- Scritto da: Claude Cueni

### Trama
Gli ispettori Frank Stolte (Johannes Brandrup) e Ingo Fischer (Rainer Strecker) danno la caccia a un pericoloso psicopatico che dissemina bombe per un tratto di autostrada della zona di Berlino. Dopo l'esplosione di una bomba, l'attentatore pretende dalla Polizia un milione di marchi per non commettere altri attentati analoghi. Alla consegna della somma il criminale si accorge che si tratta di denaro falso e la vendetta arriva puntuale. Altri incidenti a catena in autostrada provocano il panico tra l'opinione pubblica. Così, dopo diverse trattative, viene avviata una seconda consegna che fallisce nuovamente e che, come l'ultima volta, spinge il malvivente a commettere un altro attentato in cui però, questa volta, viene gravemente ferito il poliziotto Bodmer. Il terribile incidente accaduto al loro collega diventa per Frank e Ingo un ulteriore stimolo per giungere al più presto alla soluzione del caso e all'arresto del ricattatore.
Guest Star: Stefan Staudinger (Richard Weber), Norbert Gescher (Steven Kroger, "Rascar Capac"), Uwe Karpa (Rudolf), Jürgen Mai (Helmut), Dieter Kursawe (Warden), Hussi Kutlucan (Khalid Masharid), Evelyn Meyka (commessa), George Trifon (fumettista), Christiane Christiani (figlia dell'antiquario)
- Ascolti Germania: telespettatori 10.000.000

Nota: l'episodio si aggiudicò il Leone d'oro per la migliore serie televisiva dell'anno. Come tutti gli episodi a durata doppia, in Italia è stato trasmesso in prima visione integralmente e successivamente diviso in una prima parte e in una seconda parte in occasione delle successive repliche in fascia preserale, con relativo adattamento del titolo.

## Addio a un amico
- Titolo originale: Rote Rosen, schwarzer Tod
- Diretto da: Tomy Wigand
- Scritto da: Clementina Hegewisch, Fritz Müller-Scherz (sceneggiatura), Hubert Skolud, Manfred Maurenbrecher (soggetto)

### Trama
Un'organizzazione criminale pretende di incassare il pizzo dal guardiano di un ristorante lungo l'autostrada. Anche Mareike, fidanzata di Frank, viene minacciata dal capo dell'organizzazione di nome Harry e quando si accorge che un camionista è stato ucciso nel parcheggio del suo ristorante, decide di cooperare con la gang sottomettendosi alle loro richieste, senza però dire nulla alla polizia. Frank intanto ha litigato con Mareike e Ingo intanto sospetta qualcosa e la tiene d'occhio. Un giorno vede Mareike consegnare del denaro al capo dell'organizzazione; Ingo, pensa così di poter arrestare l'uomo senza attendere il tempo necessario per aspettare i rinforzi. Si mette così all'inseguimento della sua auto, ma questa si rivelerà per lui una decisione fatale, perché il conducente dell'auto lo ucciderà con un fucile. Frank, sparato qualche colpo nel vano tentativo di colpire l'auto di Harry, scende subito per assistere il collega, che però muore quasi subito. Al funerale Mareike e Frank fanno finalmente pace, ma quest'ultimo non sarà tranquillo finché non assicurerà giustizia all'assassino del collega. Il giorno seguente, Frank si reca nel bar dove era avvenuta la prima esplosione e convince il proprietario a collaborare con lui per arrestare i ricattatori. Il giorno stesso infatti sarebbero venuti a farsi pagare. Il poliziotto così, una volta che li ha intercettati li insegue dopo che si dileguano dal locale. Una volta sfuggiti, per Frank sarà un gioco da ragazzi trovare il quartier generale dei malviventi, dove trova Harry che sta scappando con un'auto. Frank si getta a terra e colpisce una ruota con la pistola, il malvivente perde il controllo dell'auto e si schianta su una rampa. Il veicolo si era però impigliato in una corda: l'auto di Harry così, dopo aver percorso la rampa, fa un salto che viene interrotto bruscamente dalla corda. La macchina quindi si schianta a terra e si capovolge: Harry rimane ferito. Frank lo tira fuori e lo ammanetta, dopodiché inizia a pensare al destino del suo collega.
- Altri interpreti: Martin Blau (Harry)

## Il nuovo compagno
- Titolo originale: Der neue Partner
- Diretto da: Peter Vogel
- Scritto da: Clementina Hegewisch, Fritz Müller-Scherz (sceneggiatura), Hubert Skolud, Manfred Maurenbrecher (soggetto)

### Trama
Una nuova banda criminale ruba auto nuovissime e lussuose a ricchi acquirenti. Le auto vengono portate via in autostrada immediatamente dopo l'uscita dal concessionario. Intanto al commissariato giunge Semir, il nuovo compagno di Frank. Fra battute di scherno e qualche provocazione Frank lascia intendere al nuovo collega che il sostituto di Ingo non avrà vita facile al suo fianco. Ai due viene immediatamente dato questo caso da risolvere così, fra mille peripezie e sorpassi azzardati, Frank tenta di fermare un automezzo carico di auto sospette, mettendo a repentaglio la propria vita e quella del suo nuovo compagno. Semir è sconvolto e capisce che Frank, ancora distrutto per la morte del suo collega, agisce come un pazzo suicida, più che come un commissario di polizia. Sarà durante una di quelle pericolose operazioni che Semir conquisterà la fiducia di Frank salvandogli la vita.
- Altri interpreti: Kai Maertens (Waldemar), Marlon Rosenthal (Kalle)

## Omicidi a catena
- Titolo originale: Mord und Totschlag
- Diretto da: Peter Vogel
- Scritto da: Clementina Hegewisch, Fritz Müller-Scherz (sceneggiatura), Hubert Skolud, Manfred Maurenbrecher (soggetto)

### Trama
L'ungherese Katja è stata trovata morta sul bordo della strada. Ella è un'altra vittima di una misteriosa serie di omicidi di prostitute. Gli ispettori Stolte e Gerkhan indagano. Allo stesso tempo viene scoperto il cadavere del camionista Werner Ricks, che trasportava merce sospetta. Intanto Anton, un ragazzino oligofrenico che si era affezionato a Katja sparisce dal centro nel quale è ricoverato.
- Altri interpreti: Ulrich Bähnk (Anton), Jeannine Burch (Dodo)

## Aracnofobia
- Titolo originale: Tod bei Tempo 100
- Diretto da: Peter Vogel
- Scritto da: Clemens Berger, Dirk Kulöv (sceneggiatura), Frank Göhre (soggetto)

### Trama
L'auto dell'avvocato di successo Sawatzki finisce improvvisamente fuori strada, provocando uno scontro frontale con quella di Sabine Thiel, incidente nel quale muoiono entrambi. L'indagine rivela che nulla è stato manomesso nel veicolo e nel sangue dell'avvocato non si trova traccia di alcool. Solo una persona è contenta della morte di Sawatzki: lo zoologo Richard Schlesinger, il padre della moglie dell'avvocato, Julia. Gli ispettori Stolte e Gerkhan scoprono che l'uomo soffriva di aracnofobia e che la sua morte è dovuta all'adrenalina provocata da un attacco di panico. Trovano anche un esemplare di ragno molto raro nella macchina. Intanto il marito di Sabine sente di non riuscire più a vivere senza di lei: prende i bambini e decide di buttarsi dal tetto del palazzo in cui vivevano. Ma una telefonata di addio a Julia Sawatzki e la confessione della donna permette a Semir di fermarlo.
- Altri interpreti: Natascha Graf (Julia Sawatzki), Horst-Günter Marx (Robert Wessels), Walter Tschernich (Richard Schlesinger), Volkmar Kleinert (avvocato Sawatzki)

## Il vecchio e il bambino
- Titolo originale: Der Alte und der Junge
- Diretto da: Peter Vogel
- Scritto da: Hubert Skolud, Manfred Maurenbrecher (sceneggiatura), Nicholas Niciphor (soggetto)

### Trama
Nel piccolo negozio in un'area di servizio irrompono due uomini, che saccheggiano la cassa e uccidono il commesso. Tra gli scaffali si nasconde un bambino e i malviventi lo rapiscono per evitare che dica qualcosa. Si fermano in un bosco e uno dei due aiuta il piccolo a fuggire. Mentre corre, incontra un ex insegnante con il morbo di Alzheimer, che crede di essere nel bel mezzo di una gita scolastica. Intanto i genitori hanno chiamato la polizia e gli ispettori Gerkhan e Stolte si trovano di fronte a una corsa contro il tempo: essendo diabetico, il bambino potrebbe cadere in coma e non risvegliarsi più se non gli viene somministrata l'insulina.
- Altri interpreti: Alexander May (Wilhelm Schneider), Julius Jellinek (Sven Mettner), Johannes Terne (Swoboda), Uwe Zerbe (Schmitt)

## Per amore di Elli
- Titolo originale: Falsches Blaulicht
- Diretto da: Peter Vogel
- Scritto da: Clemens Berger

### Trama
Una serie di rapine in strada mette in allarme Stolte e Gerkhan: gli autori si fingono poliziotti, fermano le auto e le saccheggiano. Dietro a queste rapine sembra esserci Charly Pirmau, che ha una figlia, Elli, con Nina Lobel, la donna con cui esce Semir Gerkhan. È proprio lui a convincerla a collaborare con la polizia per il suo bene e per quello della figlia, a cui Pirmau tiene molto. Tenterà di riprendersela una notte, mentre è con la madre sotto la custodia della polizia.
- Altri interpreti: Heikko Deutschmann (Charly Pirnau), Lina Wendel (Nina Lobel), Dieter Okras (Wehners), Oona Plany (Elli Pirnau)

## Il samurai
- Titolo originale: Der Samurai
- Diretto da: Peter Vogel
- Scritto da: Clemens Berger e Thomas Kliche

### Trama
Nel sangue di Lukas Bollmann, un medico trova tracce di una sostanza sconosciuta che si dissolve in pochissimo tempo. Sua moglie Yoko, ragazza giapponese di soli 18 anni, muore a causa di questa sostanza. Stolte e Gerkhan indagano e scoprono che i due, che avevano la passione per il cinema, si erano indebitati per comprare le attrezzature e facevano da "cavie umane" per le nuove droghe in cambio di soldi. Mentre gli ispettori si mettono alla ricerca del fornitore, il promesso sposo di Yoko segue i poliziotti per vendicarsi di chi ha ucciso la sua promessa.
- Altri interpreti: Peter Aust (Johannes Wilke), Oliver Elias (Lukas), Weijian Liu (Sakyo Takeda), Guenther K. Ah-Yue-Lou (Kenji Okada)

## Capolinea per tutti
- Titolo originale: Endstation für alle
- Diretto da: Peter Vogel
- Scritto da: Clemens Berger (sceneggiatura), Frank Göhre (soggetto)

### Trama
Steffi è nei guai: deve saldare un debito di 8000 marchi e ha bisogno di droga. Così rapina un portavalori e si avvia verso il luogo della consegna dove l'aspetta il suo fornitore, Sascha. L'auto di Steffi però è pedinata da una pattuglia e, quando Sascha se ne accorge, va nel panico e trascina la ragazza su un autobus pieno di turisti, prendendoli in ostaggio, compreso Semir, salito per tentare di fermare i due. La polizia ora deve cercare di fermare l'autobus senza che i rapitori uccidano gli ostaggi.
- Altri interpreti: Susann Uplegger (Steffi), Jörg Schüttauf (Sascha), Robert Stadlober (Matthias)

Nota: ultima apparizione di Frank Stolte. Ricomparirà nell'episodio 302 dopo 20 anni.